# 杉谷本舗
有限会社杉谷本舗（すぎたにほんぽ）は、長崎県諫早市八坂町6番10号に本店を持つ、諫早おこし、カステラの製造業者である。

## 概要
江戸末期の1811年（文化8年）に長崎県諫早市八坂町にて創業。当時、長崎県下最大の諫早平野にて米作農業が盛んに行われており、お米を使った菓子・おこしのお店として創業。現在は、カステラなどの和菓子や洋菓子を製造・販売している。長崎県諌早市八坂町の本店と、長崎県諌早市松里町の橘店があり、工場は橘店と併設。

## 沿革
正史
- 1953年（昭和28年）6代目 杉谷義則、有限会社を設立。
- 1965年（昭和40年）三笠宮夫妻（三笠宮崇仁親王・崇仁親王妃百合子）、杉谷本舗 本店（諫早市八坂町）に来店。
- 1973年（昭和48年）国税庁より優良法人の表敬。
- 1980年（昭和55年）杉谷本舗　橘店を開設。
- 1985年（昭和60年）橘店に常磐会御一行が来店。
- 1988年（昭和63年）橘店に第二工場を建設。
- 1993年（平成5年）第二工場を増床。
- 1996年（平成8年）皇太子夫妻（皇太子徳仁親王・皇太子徳仁親王妃雅子が長崎訪問の際に来店。諫早おこしを献上。
- 2000年（平成12年）本店リニューアル。
- 2005年（平成17年）ISO9001：2000認証取得。
- 2016年（平成28年）ロゴマークの一新。
- 2017年（平成29年）「五三焼カステラ」がモンドセレクション2017金賞を受賞。
- 2018年（平成30年）「五三焼カステラ」と「プレミアム・ショコラ」がモンドセレクション2018金賞を受賞。

## おこし

### 黒おこし
米を原材料に使用した菓子で、米を蒸して加工し乾燥したものを焙煎し、パフ状に膨らんだ「おこし種」に黒糖を合わせた水飴と大きな黒糖の粒を練り合わせたものである。
名前の由来は原料に黒糖を使用していることからきており、他にも長崎県諫早市の名物としても知られていることから「諫早おこし」とも呼ばれる。
また、諫早には「黒おこし」を扱う会社が大きく3社あり、それぞれの社名にちなんだ呼ばれ方で区別されることがあり、杉谷本舗の黒おこしも「杉谷おこし」と呼称されている。

### ピーナツおこし
米を原材料に使用した菓子で、米を蒸して加工し乾燥したものを焙煎し、パフ状に膨らんだ「おこし種」に水飴と炒ったピーナッツを練り合わせたものである。
名前の由来はピーナッツを使用していることからきており、杉谷本舗では長年「ピーナツ」と「ッ」を略称した商品名である。

### 白おこし
もち米を原材料に使用した菓子で、もち米を蒸して加工し乾燥したものを焙煎し、パフ状に膨らんだ「おこし種」水飴を練り合わせて白砂糖を表面にふるったものである。
名前の由来はその白砂糖によってきれいに白く化粧された見た目からと、雪どけのような口当たりから連想されている。
焙煎されたパフ状の米の色付きや黒糖と煮詰めた水飴の色から「黒おこし」と呼ばれる黒糖のおこしに対して、「白おこし」は焙煎の焼き色や水飴の煮詰めた色が出ないように白い見た目に仕上げられている。

### 花だより
米を原材料に使用した菓子で、米を蒸して加工し乾燥したものを焙煎し、パフ状に膨らんだ「おこし種」に黒糖・ピーナッツ・ココア・青のりの4種類をそれぞれ練り合わせたもの。一袋の中に4種類の風味のおこしを詰め合わせた商品。
名前の由来は4種類の風味から四季を連想した花々をイメージしている。
小さくカットされたおこしは食べやすい一口サイズで4種類の風味を楽しむことができる商品である。諫早市八坂町の本店などで、時折イベントごととして行われる「おこしのつかみ取り」は花だよりの中身を使用したもので、地元・諫早市民に好評の催しである。

### キャラメルおこし
おこしに使用される水飴をキャラメル風味にしており、昔なつかし味わいの「黒おこし」などに対して一新した洋風な味わいである。「キャラメルおこし」は2種類の味わいの組み合わせからなる菓子で、「クランベリーとイチゴ」「チョコレートとバナナ」「かぼちゃの種とアーモンド」の3種類の風味がある。他のおこし類と変わらず、米を原材料に使用した菓子で、米を蒸して加工し乾燥したものを焙煎し、パフ状に膨らんだ「おこし種」にキャラメル風味の水飴とそれぞれの風味となる原料を混ぜ合わせたものである。
名前の由来はキャラメル風味からきており、洋風おこしと呼称されることもある。
キャラメルの甘味とフルーツ等を中心とした洋風の新しい風味であるが、おこし特有の焙煎された米の風味は変わらず、既存であったおこし類の商品に比べて若い世代を意識した商品と言える。パッケージも既存のおこし類のものより一新されており、円筒状のポップな色合いのデザインとなっている。

### 和風おこし　和奏
2種類の味わいの組み合わせからなる菓子で、「蕎麦の実と醤油」「生姜とかぼちゃの種」「柚子とはちみつ」の3種類がある。米を原材料に使用した菓子で、米を蒸して加工し乾燥したものを焙煎し、パフ状に膨らんだ「おこし種」にそれぞれの風味となる材料を練り合わせたもの。
名前の由来は同時期に開発した「キャラメルおこし」が洋風の味わいであるのに対して、和風をイメージした味わいの種類であったため。

## カステラ

### 長崎カステラ紀行
カステラ菓子。6種類の味わいがあり、「蜂蜜風味」「抹茶風味」「チョコレート風味」「チーズ風味」「ざぼん風味」「青梅風味」とある。
「長崎カステラ紀行　蜂蜜風味」は長崎県菓子工業組合にて地域団体商標登録されている「長崎カステラ」(第50003044号)の認定を受けている商品。
「ざぼん風味」とは、柑橘類のブンタンを長崎県では「ざぼん」と呼ぶことからきており、柑橘類の爽やかな酸味と苦味のあるカステラである。「青梅風味」は長崎県内にあるカステラ製造・販売会社では杉谷本舗以外になく、珍しい味わいのカステラ。

### 五三焼カステラ
五三焼カステラとは、原材料は一般的なカステラと変わらないがカステラに比べて卵の白身の量を減らして、黄身の量を増やしている。名前の由来もこの卵の割合からきており、全卵の黄身と白身の割合を5：5と考えたときに白身の2割を減らして5：3（実際には約6：4）の割合となることから「五三焼」と呼ばれている。
杉谷本舗では五三焼の生地を黄身と白身を別に立てる製法で作られている。
黄身には油脂分が多く含まれており、脂肪分は卵の泡立てた時の気泡を壊す性質がある。黄身を多く使用する五三焼カステラでは白身を先に泡立たせ、多くの空気を含ませることにより生地がしっかり立つカステラに焼き上げている。
一般的なカステラに対して五三焼カステラは黄身が多く使用されているため、濃ゆい黄色の焼き色と濃厚なたまごの味わいがあり、よりしっとりとした食感が特徴となる。
卵には長崎県島原市の「口笑たまご」を使用している。「モンドセレクション2017と2018の2年連続金賞を受賞しており、味・品質にて高ランクの評価を得ている。

### プレミアム・ショコラ
「プレミアム・ショコラ」は杉谷本舗のチョコレートカステラの一種。五三焼カステラの姉妹商品であり、黄身と白身を別に立てる同様の製法で作られる。原材料であるココアパウダーをふんだんに使用しており、一般的なチョコレート風味のカステラよりもチョコレートが濃厚なのが特徴。
名前の由来もこのココアパウダーの使用量からきており、極限といわれるほどに配合量を高めたことから「プレミアム・ショコラ」と名付けられた。

### 特選カステラ　たまごのこころ
「特選カステラ　たまごのこころ」は杉谷本舗のカステラの一種。JR九州ファームで生産された「うちのたまご」を使用したカステラで、JR九州ファームとのコラボ商品である。